# Wereldkampioenschappen bobsleeën 2017
De wereldkampioenschappen bobsleeën 2017 werden gehouden van 13 tot en met 26 februari in Königssee, Duitsland. Er stonden drie onderdelen op het programma. Tegelijkertijd werden in Königssee de wereldkampioenschappen skeleton afgewerkt.

## Wedstrijdschema
| Onderdeel       | 17 februari | 18 februari | 19 februari | 25 februari | 26 februari |
| --------------- | ----------- | ----------- | ----------- | ----------- | ----------- |
| Tweemansbob (v) | run 1 en 2  | run 3 en 4  |             |             |             |
| Tweemansbob (m) |             | run 1 en 2  | run 3 en 4  |             |             |
| Teamwedstrijd * |             |             | Alle runs   |             |             |
| Viermansbob (m) |             |             |             | run 1 en 2  | run 3 en 4  |

* In de landenwedstrijd kwamen per landenteam twee 2-mansbobsleeën (m/v) en twee skeletonsleeën (m/v) in actie.

## Medailles
| Onderdeel       | Goud | Goud                                                                                            | Zilver | Zilver                                                                                          | Brons       | Brons                                                                                                |
| --------------- | ---- | ----------------------------------------------------------------------------------------------- | ------ | ----------------------------------------------------------------------------------------------- | ----------- | --- |
| Tweemansbob (m) | GER  | Francesco Friedrich Thorsten Margis                                                             | CAN    | Justin Kripps Jesse Lumsden                                                                     | GER         | Johannes Lochner Joshua Bluhm                                                                        |
| Viermansbob (m) | GER  | Francesco Friedrich Candy Bauer Martin Grothkopp Thorsten Margis                                |        |                                                                                                 | GER         | Nico Walther Kevin Kuske Kevin Korona Eric Franke                                                    |
| Viermansbob (m) | GER  | Johannes Lochner Matthias Kagerhuber Joshua Bluhm Christian Rasp                                |        |                                                                                                 | GER         | Nico Walther Kevin Kuske Kevin Korona Eric Franke                                                    |
| Tweemansbob (v) | USA  | Elana Meyers Taylor Kehri Jones                                                                 | CAN    | Kaillie Humphries Melissa Lotholz                                                               | USA         | Jamie Greubel Poser Aja Evans                                                                        |
| Team            | GER  | Axel Jungk Mariama Jamanka Franziska Bertels Jacqueline Lölling Johannes Lochner Christian Rasp | GER    | Christopher Grotheer Stephanie Schneider Lisa Buckwitz Tina Hermann Nico Walther Philipp Wobeto | GER ROU GER | Alexander Gassner Maria Adela Constantin Andreea Grecu Anna Fernstädt Richard Ölsner Marc Rademacher |

### Medailleklassement
| Plaats | Land                | Goud | Zilver | Brons | Totaal |
| 1      | Duitsland           | 3    | 2      | 2     | 7      |
| 2      | Verenigde Staten    | 1    | 0      | 1     | 2      |
| 3      | Canada              | 0    | 2      | 0     | 1      |
| 4      | Internationaal team | 0    | 0      | 1     | 1      |
| Totaal | Totaal              | 4    | 4      | 4     | 12     |